# مقروئية
المقروئية أو الانقرائية هي مدى سهولة قراءة وفهم نص ما. هنالك العديد من العوامل التي تستخدم لقياس المقروئية، مثل: «سرعة الإدراك» و «قابلية الإدراك عن بعد» و «قابلية الإدراك عند إلقاء نظرة سطحية» و «قابلية الرؤية» و «تقنية الوميض المنعكس» و «سرعة القراءة» و «حركة العين» و «الإجهاد في القراءة». ويستعمل مصطلح المقروئية في معاني منها:
1. وضوح الخط والكتابة والطباعة.
2. سهوله القراءة.
3. سهوله الفهم أو الاستيعاب الراجعة لأسلوب الكتابة.

ويمكن القول أن الانقرائية أو المقروئية تعني أن تكون المادة المقروءة ملائمة لقدرات القارئ على القراءة وانجذابه إلى المقروء وفهمه معنى ما يقرأ؛ أي تكون المادة المكتوبة ضمن حدود قدرة من كتبت لهم فيقرؤنها ويفهمونها بيسر وسهوله.
وعلى الرغم من أن استعمال مصطلح الانقرائية يبدوا حديثاً إلا أن الاهتمام به له جذوره القديمة والتي تتمثل في تسهيل أسلوب الكتابة، وتذليل صعوبات القراءة.
يتميز مصطلح المقروئية «الإجمالية» عن مصطلح «وضوح الحروف» الذي يستخدم لقياس مدى سهولة تمييز الحروف أو الرموز عن بعضها البعض. يستخدم مصطلح المقروئية أيضا لتحديد مدى سهولة قراءة شيفرة برنامج حاسوبي من قبل البشر.

## أبحاث مبكرة
في ثمانينيات القرن التاسع عشر، وجد أستاذ اللغة الإنكليزية ل. إيه. شيرمان أن طول الجملة الإنكليزية بات أقصر، ففي العصور الإليزابيثية، تألفت الجملة وسطياً من 50 كلمة، أما في زمنه تقلّص العدد لـ 23 كلمة.
أثبتت أبحاث شيرمان أن:
- الأدب موضوع للتحليل الإحصائي.
- تساعد الجمل الأقصر والمصطلحات الدقيقة الناس على فهم ما هو مكتوب.
- يسهل فهم الحديث أكثر من النص.
- يصبح النص أسهل مع مرور الوقت إذا شابه الحديث أكثر.

فكتب شيرمان: «باختصار، ستتبع اللغة الإنكليزية الأدبية صيغ اللغة المحكيّة المعيارية التي تشتق منها، فلا ينبغي أن يكون حديث المرء أسوأ من كتابته، وبالمثل، لا ينبغي أن يكتب المرء بشكل أفضل من التحدث، فتُعتبر الجملة الشفوية هي الأوضح، لأنها نتاج ملايين الجهود اليومية لتكون واضحة وقوية، وهي تمثّل جهدًا سباقًا لآلاف السنين سعياً لإتقان وسيلة فعالة للتواصل».
في عام 1889 في روسيا، نشر الكاتب نيكولاي إيه. روباكن دراسة تناولت 10,000 نص كتبه عامّة من الناس، فأخذ من هذه النصوص 1500 كلمة يعتقد أن معظم الناس يفهمونها، ووجد أن العوائق الرئيسية أمام الاستيعاب كانت في الكلمات غير المألوفة والجمل الطويلة، فبدأ من خلال دوريته الخاصة عند عمر الثالثة عشرة بنشر العديد من المقالات والكتب عن العلم ومواضع عديدة أخرى للأعداد الكبيرة من القرّاء الجدد في جميع أنحاء روسيا، فلم يعتقد روباكن أن الناس حمقى، وإنما كانوا فقراء ببساطة، وبحاجة لكتب رخيصة، ومكتوبة بمستوى يمكن فهمه.
في عام 1921، نشر هاري د. كيتسون كتاب ذهن المشتري، وهو أحد أوائل الكتب التي طبقت علم النفس على التسويق، فأظهر عمل كيتسون أن كل نوع من القراء اشترى وقرأ نمطه الخاص من النصوص، وبقراءته صحيفتين ومجلتين، وجد كيتسون أن الجمل والكلمات القصيرة كانتا أفضل المساهمين في سهولة القراءة.

## قوائم تكرار المفردات
في عشرينيات القرن العشرين، بحثت الحركة العلمية في التدريس عن اختبارات لقياس تحصيل الطلاب للمساعدة في تطوير المناهج الدراسية، فلطالما عرف المعلّمون والمربّون أنه لتطوير مهارات القراءة، يحتاج القرّاء -وخصوصاً المبتدئون منهم- إلى مواد قرائية تتوافق مع قدراتهم، وقد اعتمد ناشرو الكتب المدرسية في ذلك على الأبحاث الأولية لعلماء النفس الجامعيين.
أشار عالم النفس التربوي إدوارد ثورندايك من جامعة كولومبيا إلى أن المعلمين في روسيا وألمانيا استخدموا تعداد الكلمات المتكررة لموافقة الكتب بمستويات الطلاب، إذ كانت تعتبر المهارة بالمفردات الدليل الأفضل على التطور الفكري، والمؤشر الأقوى على سهولة القراءة، وفي عام 1921 نشر ثورندايك كتاب كلمات المعلمين، الذي احتوى على تكرار 10,000 كلمة، وهو ما سهّل على المعلمين اختيار كتب تتوافق مع مهارات القراءة لدى طلابهم في الفصل، وأمن كذلك أساساً للأبحاث المستقبلية عن سهولة القراءة.
كانت قوائم تواتر الكلمات أفضل الوسائل لتقييم سهولة قراءة النصوص حتى وصول أجهزة الكومبيوتر، وفي عام 1981، أدرجت موسوعة الكتاب العالمية المستويات الموافقة لـ44,000 كلمة.

## الصيغ المبكرة للمقروئية لدى الأطفال
في عام 1923 نشرت بيرثا إيه. ليفلي وسيدني ل. بريسي أول صيغة لسهولة القراءة، فقد كانتا قلقتين من احتواء كتب العلوم في المدارس الثانوية الكثير من المصطلحات التقنية، وشعرتا بأن المعلمين يمضون وقت الحصة كله في شرح هذه الكلمات، وناقشتا بأن صيغتهما ستساعد على قياس «حِمل المفردات» في الكتب المدرسية وتقليصه، إذ استخدمت هذه الصيغة خمسة مدخلات متغيرة وستة ثوابت، وعدّت لكل ألف كلمة عدد الكلمات الفريدة، وعدد الكلمات غير الموجودة على قائمة ثورندايك، ورقم الفهرس المتوسط للكلمات المدرجة على القائمة، واستغرق تطبيق الصيغة على كتاب ما يدوياً ثلاث ساعات.

## العوامل المؤثرة في مستوى المقروئية

### القارئ
العوامل التي تعود إلى القارئ وتشمل:
1. الخلفية الثقافية والمعرفية السابقة لدى القارئ
2. معرفة القارئ بالموضوع الذي يتناوله النص
3. ميول القارئ ودوافعه
4. العمر القرائي (المرحلة العمرية) والقدرة على القراءة

### النص
العوامل التي تعود للنص وتشمل:
1. لجانب الخاص بنوعية الكلمات الواردة في النص
2. الجانب النحوي الخاص بتركيب الجمل
3. ملاءمة النص لمستوى المتعلمين وميولهم وخبراتهم
4. الإخراج الفني للنص

## قياس المقروئية
تشير الأدبيات إلى وجود أكثر من أسلوب لقياس الانقرائية من أهماها ما أشار له الهاشمي وعطية (2009م) واللبودي (2009م) وأبو سكينة (2009م):
1. أسلوب الأحكام (تقدير الخبراء أو المحكمين)
2. أسلوب استخدام معادلات (صيغ) المقروئية
3. أسلوب اختبار الاستيعاب
4. أسلوب اختبار التكملة
5. أسلوب اختبار التتمة

## استخدامات
ويمكن أن تستخدم المقروئية في:
1. تقويم مستوى مقروئية الكتب الدراسية
2. تحسين القدرة القرائية للطلاب، وعلاج ضعف الطلاب في القراءة